# Triban
Triban este o localitate din comuna Koper, Slovenia, cu o populație de 145 de locuitori.